# 伊斯雷尔·希门尼斯
伊斯雷尔·希门尼斯（西班牙語：Israel Jiménez，1989年8月13日—），墨西哥男子足球运动员，司职后卫。他曾代表墨西哥国奥队参加2012年夏季奥林匹克运动会足球比赛，获得一枚金牌。